# Miguel Arcanjo
Miguel Arcanjo Arsénio de Oliveira (Huambo, 13 maggio 1932) è un ex calciatore portoghese, di ruolo difensore.

## Carriera

### Club
Cresciuto nello Sporting de Benguela, nell'Angola portoghese, Arcanjo diventa in seguito uno dei giocatori più ricercati dalle squadre europee. Nel 1950 firma un contratto professionistico col Porto, diventando il primo calciatore africano della squadra. Durante un lungo viaggio in nave dall'Angola al Portogallo, ha sviluppato un'infezione agli occhi che gli ha quasi compromesso la carriera sportiva. L'estate successiva, nel 1951, un intervento chirurgico alla retina salvò Arcanjo dalla cecità e gli permise di giocare di nuovo come professionista.
Divenne uno dei protagonisti dei successi del Porto a cavallo degli anni '50 e '60, ed è considerato uno dei migliori giocatori della storia del club.

### Nazionale
Dopo essersi affermato come uno dei migliori difensori di Portogallo, il 26 maggio 1957 esordisce con la maglia lusitana in una partita vinta 3-0 ad Oeiras contro l'Italia, valida per le qualificazioni ai mondiali 1958. Ha collezionato in totale 9 presenze con la propria nazionale.

## Statistiche

### Cronologia presenze e reti in Nazionale
| Cronologia completa delle presenze e delle reti in nazionale ― Portogallo | Cronologia completa delle presenze e delle reti in nazionale ― Portogallo | Cronologia completa delle presenze e delle reti in nazionale ― Portogallo | Cronologia completa delle presenze e delle reti in nazionale ― Portogallo | Cronologia completa delle presenze e delle reti in nazionale ― Portogallo | Cronologia completa delle presenze e delle reti in nazionale ― Portogallo | Cronologia completa delle presenze e delle reti in nazionale ― Portogallo | Cronologia completa delle presenze e delle reti in nazionale ― Portogallo |
| Data                                                                      | Città                                                                     | In casa                                                                   | Risultato                                                                 | Ospiti                                                                    | Competizione                                                              | Reti                                                                      | Note                                                                      |
| ------------------------------------------------------------------------- | ------------------------------------------------------------------------- | ------------------------------------------------------------------------- | ------------------------------------------------------------------------- | ------------------------------------------------------------------------- | ------------------------------------------------------------------------- | ------------------------------------------------------------------------- | ------------------------------------------------------------------------- |
| 26-05-1957                                                                | Oeiras                                                                    | Portogallo                                                                | 3 – 0                                                                     | Italia                                                                    | Qual. Mondiali 1958                                                       | -                                                                         |                                                                           |
| 11-06-1957                                                                | Rio de Janeiro                                                            | Brasile                                                                   | 2 – 1                                                                     | Portogallo                                                                | Amichevole                                                                | -                                                                         |                                                                           |
| 16-06-1957                                                                | San Paolo                                                                 | Brasile                                                                   | 3 – 0                                                                     | Portogallo                                                                | Amichevole                                                                | -                                                                         |                                                                           |
| 22-12-1957                                                                | Milano                                                                    | Italia                                                                    | 3 – 0                                                                     | Portogallo                                                                | Qual. Mondiali 1958                                                       | -                                                                         |                                                                           |
| 13-04-1958                                                                | Madrid                                                                    | Spagna                                                                    | 1 – 0                                                                     | Portogallo                                                                | Amichevole                                                                | -                                                                         |                                                                           |
| 07-05-1958                                                                | Londra                                                                    | Inghilterra                                                               | 2 – 1                                                                     | Portogallo                                                                | Amichevole                                                                | -                                                                         |                                                                           |
| 16-05-1959                                                                | Ginevra                                                                   | Svizzera                                                                  | 4 – 3                                                                     | Portogallo                                                                | Amichevole                                                                | -                                                                         |                                                                           |
| 21-05-1959                                                                | Göteborg                                                                  | Svezia                                                                    | 2 – 0                                                                     | Portogallo                                                                | Amichevole                                                                | -                                                                         |                                                                           |
| 24-01-1965                                                                | Oeiras                                                                    | Portogallo                                                                | 5 – 1                                                                     | Turchia                                                                   | Qual. Mondiali 1966                                                       | -                                                                         |                                                                           |
| Totale                                                                    |                                                                           | Presenze                                                                  | 9                                                                         |                                                                           | Reti                                                                      | 0                                                                         |                                                                           |

## Palmarès

### Club

#### Competizioni nazionali
- Campionato portoghese: 2

Porto: 1955-1956, 1958-1959
- Coppa del Portogallo: 2

Porto: 1955-1956, 1957-1958